# Лучки (район Михайлівці)
Лучки (словац. Lúčky) — село, громада в окрузі Михайлівці, Кошицький край, Словаччина. Кадастрова площа громади —  км²Село розташоване на висоті 107 м над рівнем моря. Населення — 519 чол.
Вперше згадується 1366 року.
Протікає річка Чєрна Вода.

## Населення
| Рік:            | 1994. | 2004.   | 2014.    | 2024.   |
| --------------- | ----- | ------- | -------- | ------- |
| Кількість осіб: | 486   | 522     | 582      | 587     |
| Різниця:        |       | +7,40 % | +11,49 % | +0,85 % |

| Рік:            | 2023. | 2024.   |
| --------------- | ----- | ------- |
| Кількість осіб: | 589   | 587     |
| Різниця:        |       | -0,33 % |